# 北海道大学電子科学研究所
北海道大学電子科学研究所（でんしかがくけんきゅうじょ、英: Research Institute for Electronic Science Hokkaido University, RIES）は、北海道大学の附置研究所で、電子科学の異分野応用を目的とする研究所である。
「光科学」「物質科学」「生命科学」の3部門に加え、「附属グリーンナノテクノロジー研究センター」「附属社会創造数学研究センター」に分かれて研究を行っている。
2009年より、東北大学多元物質科学研究所、東京工業大学化学生命科学研究所、大阪大学産業科学研究所、九州大学先導物質化学研究所とアライアンスを締結し文部科学省の共同利用・共同研究拠点「物質・デバイス領域ネットワーク型共同研究拠点」に認定されている。

## 概要
1941年（昭和16年）1月、医学、生理学の発展のためには、光学や物理学の知識が必要との考えから、超短波の生体作用への応用を異なる学部間の協力体制で行うことを目的に、超短波研究室が設置される。
1943年（昭和18年）、当時の社会情勢を背景に、超音波研究室が昇格し超短波研究所が設置される。
1946年、超短波研究所を応用電気研究所に改称、改組する。
1992年、応用電気研究所を電子科学研究所に改称、改組する。
発足当初より生理学部門、応用数学部門があるのは特徴的である。「光」「物質」「生命」「数理」の4つの研究部門について、積極的な異分野融合を推進し、自由な発想や手法による「複合領域ナノサイエンス」の基盤を構築している。

## 組織
- 光科学研究部門
  - 光システム物理研究分野
  - ナノ材料光計測研究分野
  - コヒーレント光研究分野

- 物質科学研究部門
  - 分子フォトニクス研究分野
  - スマート分子材料研究分野
  - ナノ構造物性研究分野
  - 薄膜機能材料研究分野

- 生命科学研究部門
  - 光情報生命科学研究分野
  - 生体分子デバイス研究分野

- 連携研究部門
  - 社会連携客員研究分野
  - 拠点アライアンス連携研究分野
  - 新概念コンピューティング研究分野
  - 人間知・脳・AI研究教育センター連携研究分野
  - 台湾国立交通大学理学院連携研究分野

- 附属グリーンナノテクノロジー研究センター
  - グリーンフォトニクス研究分野
  - 光電子ナノ材料研究分野
  - ナノアセンブリ材料研究分野

- 附属社会創造数学研究センター
  - 人間数理研究分野
  - データ数理研究分野
  - 知能数理研究分野

- 共創研究支援部
  - ニコンイメージングセンター
  - 国際連携推進室
  - ナノテク連携推進室

- 技術部
  - システム・装置開発技術班
  - 微細加工・イメージング解析技術班